# Double You

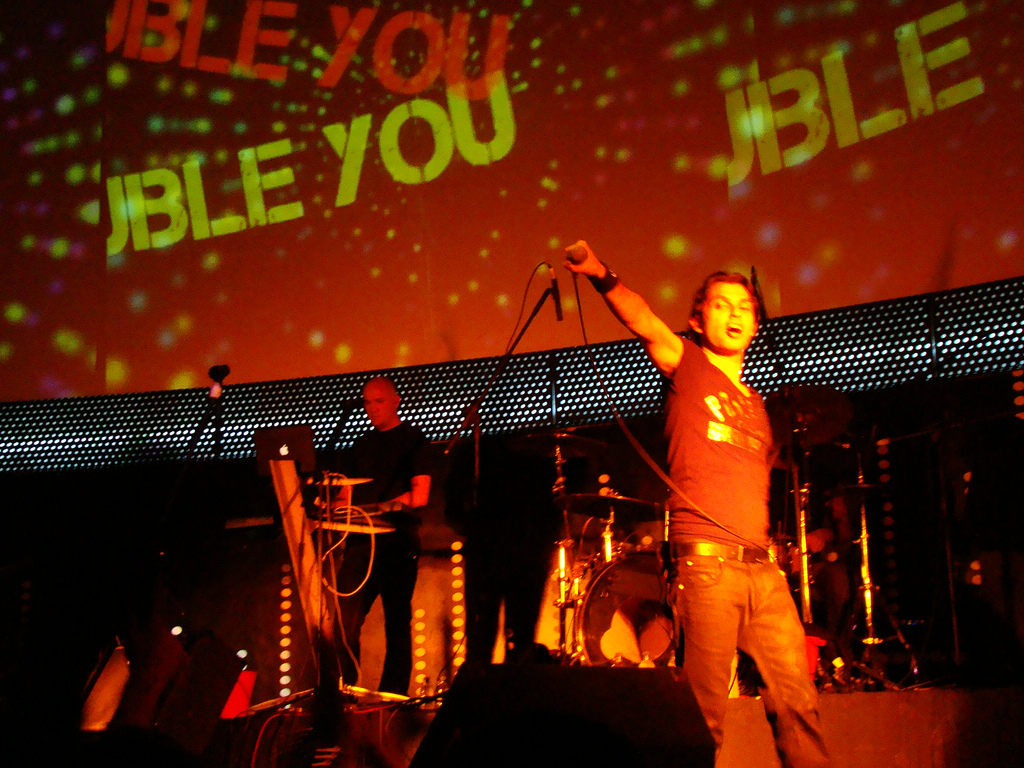
Double You op 27 juni 2009

Double You was een Italiaanse popgroep, opgericht in 1985 door William Naraine, Franco Amato en Andrea de Antoni. 
De groep bestond in eerste instantie uit William Naraine (zang), Franco Amato en Andrea de Antoni en later (in 1991) werd de groep aangevuld met producer Roberto Zanetti. 
In 1992 scoorde de groep een grote hit met het nummer "Please Don't Go", een cover van KC & the Sunshine Band. Dit nummer werd in veel landen, waaronder Nederland, een nummer 1-hit en van deze single werden meer dan 3 miljoen exemplaren verkocht.
Men bracht onder andere de volgende nummers uit:
- 1992: We all need love en Who's fooling who
- 1993: With or without you
- 1994: Run to me (Alarmschijf), Missing you en Heart of glass
- 1995: Dancing with an angel
- 1996: Because I'm loving you
- 1997: Somebody
- 1998: Desperado
- 1999: Do you wanna be funky?, Music is the answer, Love solution (I’ll be over you) en Message in a bottle

De groep bracht daarnaast de volgende albums uit:
- We all need love (1992)
- The blue album (1994)
- Forever (1996) (alleen in Brazilië)
- Heaven (1998)

In Nederland (maar niet daarbuiten) werd in 2005 een remix uitgebracht van Please don't go (geremixt door Don Cartel), opgevolgd door een remix van Everything I do en in Italië bracht men samen met DJ Ross drie succesvolle singles uit: Get up (2006), The beat goes (2006) en To the beat (2007).
In 2008 bracht de groep in Brazilië ook nog een dvd en een live-cd uit.